# Lễ đầy tháng (phim)
Lễ đầy tháng (Tiếng Séc: Postřižiny) là một bộ phim tình cảm có phần khôi hài được phát bằng tiếng Séc của điện ảnh Tiệp Khắc.
Được chuyển thể từ cuốn tiểu thuyết cùng tên của nhà văn Bohumil Hrabal, bối cảnh phim là một nhà máy bia ở một thị trấn nhỏ.

## Nội dung
Správce nymburského pivovaru (Jiří Schmitzer) má krásnou, ale trochu moc živou manželku (Magda Vášáryová). Kromě ní mu dělá starosti kvalita a odbyt piva a také jeho hlučný bratr (Jaromír Hanzlík), který za ním přijel na návštěvu.

## Diễn viên
- [[::cs::Magda Vášáryová|Magda Vášáryová]]... Maryška
- Jiří Schmitzer... Francin
- Jaromír Hanzlík... Pepin
- [[::cs::Rudolf Hrušínský (II)|Rudolf Hrušínský (II)]]... Dr.Gruntorád
- [[::cs::Petr Čepek|Petr Čepek]]... Pán de Giogi
- Oldřich Vlach... Ruzicka
- František Řehák... Vejvoda
- Miloslav Štibich... Bernádek
- Alois Liškutín
- Pavel Vondruška... Lustig
- Rudolf Hrušínský (III)
- [[::cs::Miroslav Donutil|Miroslav Donutil]]
- Oldřich Vízner... Doda Cervinka

## Ê-kíp
- Âm nhạc: Jiří Šust
- Dựng phim: Jaromír Šofr
- Thiết kế sản xuất: Zbyněk Hloch, Michal Poledník